# Leonard Lyle (1er baron Lyle de Westbourne)
Charles Ernest Leonard Lyle, 1er baron Lyle de Westbourne (22 juillet 1882 - 6 mars 1954) est un industriel britannique et homme politique du Parti conservateur.

## Biographie
Il est né à Londres, fils unique de Charles Lyle et de sa femme, Mary Brown. Il fait ses études à la Harrow School et à Trinity Hall, Cambridge.
La famille est composée d'importants armateurs qui se sont diversifiés dans le raffinage du sucre, et Leonard rejoint l'entreprise en 1903 et devient directeur lorsque son père prend sa retraite en 1909. Lorsque Abram Lyle & Sons fusionne avec Henry Tate & Sons en 1921 pour former Tate & Lyle, il devient administrateur de la nouvelle société, puis président en 1928 et président d'honneur en 1937.
Lyle est surtout connu pour avoir dirigé l'opposition aux plans du gouvernement travailliste d'après-guerre visant à nationaliser l'industrie sucrière. La campagne est animée par un personnage de dessin animé, "Mr Cube", dessiné par l'artiste Bobby St John Cooper.
Lyle est un athlète remarquable qui représente la Grande-Bretagne au tennis sur gazon, participant en simple masculin aux championnats de Wimbledon en 1922, 1923 et 1924. Il est président de la Fédération britannique de tennis en 1932, après avoir été le premier président de l'International Lawn Tennis Club de 1924 à 1927. Il est également président de l'Association des golfeurs professionnels de 1952 à 1954, et est élu membre du Royal Yacht Squadron en 1952.

## Carrière politique
Il est élu député de la circonscription de Stratford de West Ham aux élections générales de 1918, mais est battu aux élections générales de 1922. Il est réélu à la Chambre des communes aux élections générales de 1923 pour Epping, mais se retire aux élections générales de 1924 pour faire place à Winston Churchill. Il ne se présente à nouveau qu'en 1940, lorsqu'il est élu député de Bournemouth lors d'une élection partielle sans opposition, et occupe le siège jusqu'à ce qu'il soit anobli en octobre 1945 sur la liste d'honneur de démission de Churchill, s'étant retiré pour faire place à Brendan Bracken.
Il est fait chevalier dans les honneurs de l'anniversaire du roi de 1923, créé baronnet le 22 juin 1932 et le 13 septembre 1945 est fait baron Lyle de Westbourne, de Canford Cliffs dans le comté de Dorset.